# Rozwita
Rozwita – imię żeńskie pochodzenia germańskiego (Hroswitha), oznaczające „sławna i silna” lub „słynąca z porywczości”. Patronką tego imienia jest św. Hrotsvitha (X wiek), zakonnica i mistyczka. 
Jest to imię rzadko spotykane w Polsce i tracące tę niewielką popularność. W latach 50. XX wieku nadano je 255 razy. W 2001 roku żyły 603 kobiety o imieniu Rozwita, natomiast w styczniu 2024 r. w rejestrze PESEL, wśród publicznie dostępnych danych dotyczących osób żyjących, wykazano 491 kobiet o imieniu Rozwita nadanym jako imię pierwsze. Dla porównania, najczęściej nadane jako żeńskie imię pierwsze – Anna, nosi 1 072 616 osób.
Rozwita imieniny obchodzi 5 września.